# Paprikás krumpli

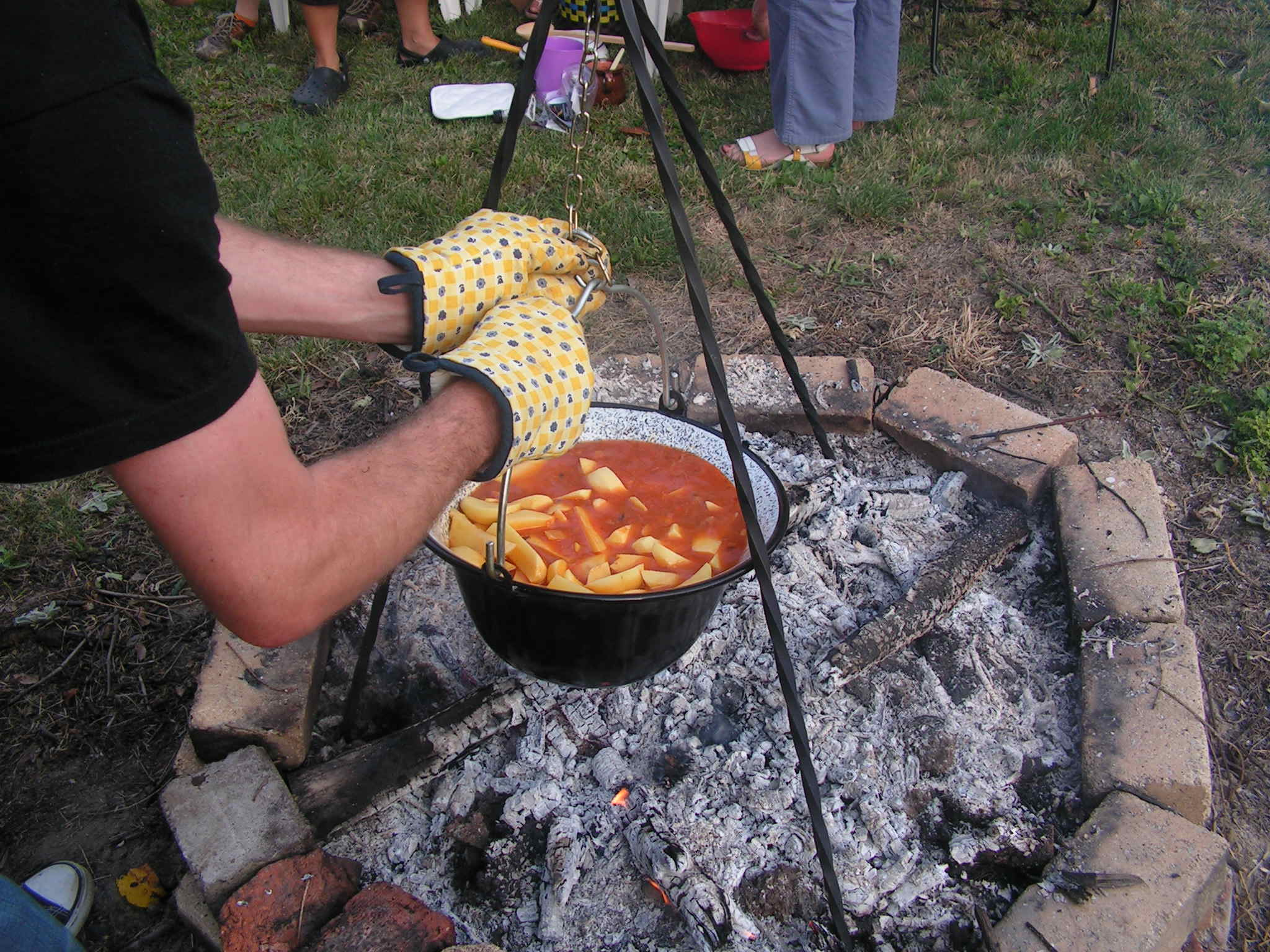
Paprikás krumpli

Paprikás krumpli is een Hongaars gerecht dat bestaat uit aardappelen, ui, paprikapoeder, knoflook, komijn, en kolbász.
Oorspronkelijk werd paprikás krumpli bereid door herders. Deze herders kookten boven een vuur, in een aan een driepoot hangende pan; een bogràcs.